# Anatoli Kozjemjakin
Anatoli Kozjemjakin (Russisch: Анатолий Евгеньевич Кожемякин) (Moskou, 24 februari 1953 - aldaar, 13 oktober 1974) was een voetballer  uit de Sovjet-Unie.

## Biografie
Kozjemjakin begon bij de jeugd van Lokomotiv Moskou en maakte in 1970 de overstap naar Dinamo. In 1973 werd hij derde met Dinamo en was tweede in de topschutterstand achter Oleh Blochin.
Op 29 maart 1972 debuteerde hij voor het nationale elftal in een vriendschappelijke wedstrijd tegen Bulgarije. In 1973 speelde hij ook in een kwalificatiewedstrijd voor het WK 1974 tegen Chili. De Sovjets zouden zich uiteindelijk niet voor het WK plaatsen omdat ze weigerden de terugwedstrijd in Chili te spelen als protest tegen het regime Pinochet.
Hij kwam tragisch om het leven. Hij zat vast in een lift, maar slaagde er wel in om de liftdeur te openen. Terwijl hij eruit klauterde begon de lift terug te werken en verpletterde hem.